# اتنا (نبراسکا)
اتنا (به انگلیسی: Etna) یک منطقهٔ مسکونی در ایالات متحده آمریکا است که در نبراسکا واقع شده‌است. اتنا ۸۵۴٫۰۶ متر بالاتر از سطح دریا واقع شده‌است.